# Simon Flühmann
Simon Flühmann  (* 8. Januar 1988) ist ein Schweizer Unihockeyspieler, der beim Nationalliga-A-Verein Unihockey Tigers Langnau unter Vertrag steht.

## Karriere

### Verein
Flühmann wurde während der Saison 2007/08 bei den Unihockey Tigers Langnau zum ersten Mal in der Swiss Mobiliar League eingesetzt. Den Rest der Saison verbrachte Flühmann im Nachwuchs der Tigers.
2008 wechselte Flühmann zum Ligakonkurrenten UHC Grünenmatt. Im Trikot der Mätteler spielte Flühmann 96 Partien in der Swiss Mobiliar League. Dabei erzielte er 50 Tore und bereitete 19 weitere Tore vor.
Nach den starken Leistungen in der höchsten Spielklasse wurde Flühmann vom Rekordmeister SV Wiler-Ersigen verpflichtet. Mit Wiler-Ersigen gewann er 2013 den Schweizer Cup und 2014 die Schweizer Meisterschaft.
Nach zwei Jahren beim Rekordmeister wechselte Flühmann zurück zum UHC Grünenmatt. Er unterschrieb einen Einjahresvertrag mit Option. Nach Ablauf der Saison wurde sein Vertrag um ein weiteres Jahr verlängert.
Im Frühjahr 2016 kamen die ersten Gerüchte auf, dass Flühmann bei zahlreichen schwedischen Teams auf der Transferliste stand. Insbesondere rankten sich Gerüchte um das Topteam IBK Dalen. Im Februar 2016 gab IBK Dalen die Verpflichtung des Stürmers bekannt. Nach nur 12 Partien in der höchsten Spielklasse verliess Flühmann den Verein aus Umeå aus sportlichen und persönlichen Gründen.
Trotz dem Interesse von Floorball Köniz und Unihockey Tigers Langnau wechselte er zum Schlusslicht UHC Grünenmatt. Am Ende der Saison stieg er mit dem UHC Grünenmatt in den Abstiegsspielen gegen Zug United aus der Nationalliga A ab. Der Sportchef der Mätteler versuchte ihn vom Verbleib beim Nationalliga-B-Club zu überzeugen.
Nach dem Abstieg mit dem UHC Grünenmatt schloss sich Flühmann dem Emmentaler Verein Unihockey Tigers Langnau an. 2019 gewann Jakob mit den Unihockey Tigers Langnau den Schweizer Cup mit einem 9:8-Sieg über den Grasshopper Club Zürich.

### Nationalmannschaft
2015 wurde Flühmann vom Nationaltrainer David Jansson zum ersten Mal für die Schweizer Unihockeynationalmannschaft aufgeboten. 2016 nahm er mit der Schweiz an der Qualifikation für die Weltmeisterschaft teil. Für die darauffolgende Weltmeisterschaft wurde er nicht berücksichtigt und seitdem auch nicht mehr für die Nationalmannschaft aufgeboten.

## Erfolge
SV Wiler-Ersigen
- Schweizer Cup: 2013
- Schweizer Meister: 2014

Unihockey Tigers Langnau
- Schweizer Cup: 2019